# Бактуш
Бактуш (фр. Bouctouche) — город в графстве Кент провинции Нью-Брансуик (Канада).

## История
Название является словом микмакского языка. Массовое заселение этих мест европейцами связано с начавшейся в 1755 году депортацией франко-акадцев.
Известным уроженцем населённого пункта является крупный канадский промышленник Кеннет Колин Ирвинг.
В XIX веке этот район привлекал иммигрантов из Ирландии и Шотландии, среди которых был К.К. Ирвинг. 
6 августа 1879 года на Бактуш обрушился смерч. 

## География
Небольшой город расположенный в графстве Кент, рядом с слиянием Буктуша и Нортумберлендского пролива. В непосредственной близости на северо-западе находится город Ричибукто, отстоящий примерно на 25 км. В то же время, на юго-востоке расположен Шедиак, в 30 км от Буктуша, и Монктон на юге, на расстоянии 40 км. Главная соединительная дорога, New Brunswick Route 11, проходит рядом с Буктушем с западной стороны.
Залив Буктуш украшает длинная и удивительная дюна, простирающаяся на 12 км и находящаяся под охраной. Чтобы насладиться прекрасным видом, можно пройти по деревянной дорожке длиной около 800 метров. Важно отметить, что данная местность является региональным исследовательским центром экологии благодаря Экоцентру Ирвинга.

Один из символов Буктуша – большая голубая цапля, которая стала своеобразной визитной карточкой парка. Это место притягивает внимание туристов благодаря своей природной красоте и научной значимости. 

## Население
| Численность населения | Численность населения | Численность населения | Численность населения | Численность населения | Численность населения | Численность населения |
| 2021                  | 2016                  | 2011                  | 2006                  | 2001                  | 1996                  | 1991                  |
| --------------------- | --------------------- | --------------------- | --------------------- | --------------------- | --------------------- | --------------------- |
| 2513                  | ↘2361                 | ↗2423                 | ↘2383                 | ↗2426                 | ↗2459                 | ↘2364                 |
| 1986                  | 1981                  |                       |                       |                       |                       |                       |
| ↗2420                 | ↗2476                 |                       |                       |                       |                       |                       |

По данным переписи населения 2021 года, проведенной Статистическим управлением Канады, в городе Гран-Буктуш проживало 2513 человек, из которых 1094 проживали в 1188 частных домах. Это представляет изменение на 6,4% от численности населения в 2016 году, которая составляла 2361 человек. При общей площади города в 18,33 квадратных километра (7,08 квадратных миль), плотность населения составляла 137,1 человека на квадратный километр (355,1 человека на квадратную милю) в 2021 году.

## Достопримечательности
Ле Пэи де ла Сагуин, основанный на книге Антонина Майе Сагуин, отмеченной множеством наград, является уникальным тематическим парком, который окунает своих посетителей в академическую атмосферу и богатую историю. Здесь предлагается увлекательное театральное представление, воспроизводящее пьесы Антонина, а также множество образовательных развлечений. Этот парк не только увлекает своей артистичностью, но и позволяет открыть новые грани исторических событий. Проведя время в Парке Сагуина, каждый посетитель окунется в уникальную атмосферу, пронизанную культурой и наследием этого места.

## Известные уроженцы
- Антонин Майе (род. 1929) — Академический писатель, драматург и учёный.
- Дональд Джозеф Савойя (род. 1947) — Канадский ученый по управлению и экономическому развитию, профессор Университета Монктона.
- Кеннет Колин Ирвинг (1899—1992) — Капиталист, предприниматель, промышленник.